# Азбука футбола
«Азбука футбола» (англ. The Big Green) — комедия, выпущенная на студии Уолта Диснея.

## Сюжет
Действие фильма происходит в одном техасском городке. В городе закрыто основное предприятие. Но молодёжь пытается противостоять невзгодам и создать футбольную команду. Их тренером становится Анна Монтгомери, учитель начальных классов, приехавшая в их город из Великобритании. Она понимает, что надо как-то организовать молодёжь и поднять в них веру в жизнь.
Сперва у команды дела идут неважно и они терпят поражение. Тогда на помощь Анне приходит шериф Том Палмер, который раньше был чемпионом по футболу в школе. Вместе Анне и Тому удаётся натренировать ребят, их команда теперь должна сразиться с национальными чемпионами по футболу среди школ. Команду-конкурента тренирует давний соперник Тома Джей Хаффер.

## В ролях
- Оливия д’Або — мисс Анна Монтгомери
- Стив Гуттенберг — шериф Том Пальмер
- Джей О. Сандерс — тренер Джей Хаффер
- Джон Терри — Эдвин Даглас
- Баг Холл — Ньют Шоу